# Hegde (aldeia)
Hegde é uma aldeia de Kumta, na costa oeste da Índia, no distrito de Uttara Kannada, no estado de Carnataca.

## Localização
Hegde fica a 4 quilômetros da Estrada Nacional 17, que vai de Mumbai a Thiruvananthapuram. As distâncias para algumas das principais cidades são:
- Bangalore — 470 quilômetros
- Goa (Pangim) — 179 quilômetros
- Mangalore — 204 quilômetros
- Mumbai — 738 quilômetros
- Pune — 598 quilômetros
- Bhatkal — 60 quilômetros
- Honnavar — 25 quilômetros

Liga-se ao país pelo Caminho de Ferro Concão, acessando-se pela estação ferroviária de Kumta. Autorickshaws, ônibus e outros modos de transporte rodoviário estão disponíveis para chegar a Hegde a partir da estação ferroviária. Os aeroportos internacionais mais próximos são Goa (180 quilômetros) Mangalore (207 quilômetros).

## Clima
Esta parte de Carnataca tem um verão muito quente, com a temperatura máxima de 35 a 36 °C e as chuvas são sazonais, mas pesadas e estão acima de 6000 milímetros em um ano. O impacto do inverno é menor nesta parte do litoral de Carnataca. Desde que a cidade está localizada na costa, tem um clima extremo, com temperaturas na faixa de 36 °C a 28 °C durante o verão e 26 °C a 20 °C durante o inverno. A estação das chuvas testemunha fortes chuvas no sudoeste das monções.

O período das monções é de junho a setembro, com precipitação média de mais de 4000 milímetros por ano e ventos fortes. 
| Dados climáticos para Kumta  | Dados climáticos para Kumta | Dados climáticos para Kumta | Dados climáticos para Kumta | Dados climáticos para Kumta | Dados climáticos para Kumta | Dados climáticos para Kumta | Dados climáticos para Kumta | Dados climáticos para Kumta | Dados climáticos para Kumta | Dados climáticos para Kumta | Dados climáticos para Kumta | Dados climáticos para Kumta | Dados climáticos para Kumta |
| Mês                          | Jan                         | Fev                         | Mar                         | Abr                         | Mai                         | Jun                         | Jul                         | Ago                         | Set                         | Out                         | Nov                         | Dez                         | Ano                         |
| ---------------------------- | --------------------------- | --------------------------- | --------------------------- | --------------------------- | --------------------------- | --------------------------- | --------------------------- | --------------------------- | --------------------------- | --------------------------- | --------------------------- | --------------------------- | --------------------------- |
| Média alta °C (°F)           | 32.8 (91)                   | 33 (91)                     | 33.5 (92.3)                 | 34 (93)                     | 33.3 (91.9)                 | 29.7 (85.5)                 | 28.2 (82.8)                 | 28.4 (83.1)                 | 29.5 (85.1)                 | 30.9 (87.6)                 | 32.3 (90.1)                 | 32.8 (91)                   | 31.53 (88.7)                |
| Média baixa °C (°F)          | 20.8 (69.4)                 | 21.8 (71.2)                 | 23.6 (74.5)                 | 25 (77)                     | 25.1 (77.2)                 | 24.4 (75.9)                 | 24.9 (76.8)                 | 24 (75)                     | 24.1 (75.4)                 | 24.1 (75.4)                 | 24.4 (75.9)                 | 24.2 (75.6)                 | 23.87 (74.94)               |
| Média precipitação mm (pol.) | 1.1 (0.043)                 | 0.2 (0.008)                 | 2.9 (0.114)                 | 24.4 (0.961)                | 183.2 (7.213)               | 1 027,2 (40,441)            | 1 200,4 (47,26)             | 787.3 (30.996)              | 292.1 (11.5)                | 190.8 (7.512)               | 70.9 (2.791)                | 16.4 (0.646)                | 3 796,9 (149,485)           |
| [carece de fontes?]          |                             |                             |                             |                             |                             |                             |                             |                             |                             |                             |                             |                             |                             |

## Educação
- MHPS Hegde,
- KGS Hegde,
- HPS Melinakeri
- HPS Masur
- Dr. A.V. Baliga College Of Arts & Science
- Kamala Baliga College Of Education
- Vidyadhiraj Polytechnic

## Religião
O principal templo e divindade é o devi Shri Shantika Parameshwari. O festival de carros de Hegde é um dos principais festivais de carros de Karavali.